# أبو صالح كاتب الليث
أبو صالح عبد الله بن صالح بن محمد بن مسلم الجهني المصري، (137 هـ - 223 هـ)، أحد رواة الحديث عند أهل السنة والجماعة. كان كاتب الليث بن سعد. قال الخطيب البغدادي: «قدم مع الليث بغداد، ولا أعلمه حدث بها.»
لازم الليث، فأكثر عنه، وحمل عنه تصانيفه، وكان كاتبا له على أمواله. مات سنة 223 هـ ودفن يوم الخميس وكان يوم عاشوراء.
روى له أبو داود والترمذي وابن ماجه.

## أقوال العلماء فيه
- قال ابن حبان: «منكر الحديث جدا، يروي عن الأثبات ما ليس من حديث الثقات، وكان في نفسه صدوقا، وإنما وقعت المناكير في حديثه من قبل جار له يضع الحديث على شيخ عبد الله بن صالح، ويكتبه بخط يشبه خط عبد الله ويرميه في داره بين كتبه، فيتوهم عبد الله أنه خطه فيحدث به.»[5]
- قال ابن عدي: «عندي مستقيم الحديث إلا أنه يقع في حديثه غلط ولا يتعمد الكذب»[2]
- وقال الذهبي: «الإمام، المحدث، شيخ المصريين، أبو صالح الجهني، كان صدوقا في نفسه، من أوعية العلم، أصابه داء شيخه ابن لهيعة، وتهاون بنفسه حتى ضعف حديثه، ولم يترك بحمد الله، والأحاديث التي نقموها عليه معدودة في سعة ما روى.»[6]
- وقال عبد الملك بن شعيب بن الليث: «أبو صالح، ثقة مأمون، قد سمع من جدي حديثه، وكان يحدث بحضرة أبي، وأبي يحضه على التحديث.»[7]
- وقال ابن أبي حاتم: «سألت أبا زرعة عنه فقال:« لم يكن عندي ممن يتعمد الكذب وكان حسن الحديث.»»[8]
- وقال أبو حاتم[ ؟ ]: «الأحاديث التي أخرجها أبو صالح في آخر عمره التي أنكروا عليه نرى أن هذه مما افتعل خالد بن نجيح، وكان أبو صالح يصحبه، وكان سليم الناحية. وكان خالد بن نجيح يفتعل الحديث ويضعه في كتب الناس، ولم يكن وزن أبي صالح وزن الكذب. كان رجلا صالحا»[9]

## شيوخه وتلاميذه
- شيوخه ومن روى عنهم:

سمع من: موسى بن علي بن رباح، ومعاوية بن صالح، ويحيى بن أيوب، وعبد العزيز بن الماجشون، والليث بن سعد، وسعيد بن عبد العزيز الدمشقي، ونافع بن يزيد، وضمام بن إسماعيل، وابن وهب، وعبد الله بن لهيعة وخلق سواهم.
- تلاميذه ومن روى عنه:

حدث عنه: الليث - شيخه - ويحيى بن معين، والبخاري، وأبو حاتم الرازي[ ؟ ]، وأبو إسحاق الجوزجاني، وإسماعيل سمويه، وحميد بن زنجوية، وأبو محمد الدارمي، وعثمان بن سعيد الدارمي، وأبو زرعة الدمشقي، ومحمد بن إسماعيل الترمذي، وأبو عبيد القاسم بن سلام، ومحمد بن يحيى الذهلي، وعدد كثير.